# 福川伸次
福川 伸次（ふくかわ しんじ、1932年3月8日 - ）は、日本の通産官僚・実業家。学校法人東洋大学総長（2018年12月より）。通商産業事務次官・株式会社神戸製鋼所副会長・株式会社電通総研社長・学校法人東洋大学理事長などを歴任した。

## 来歴

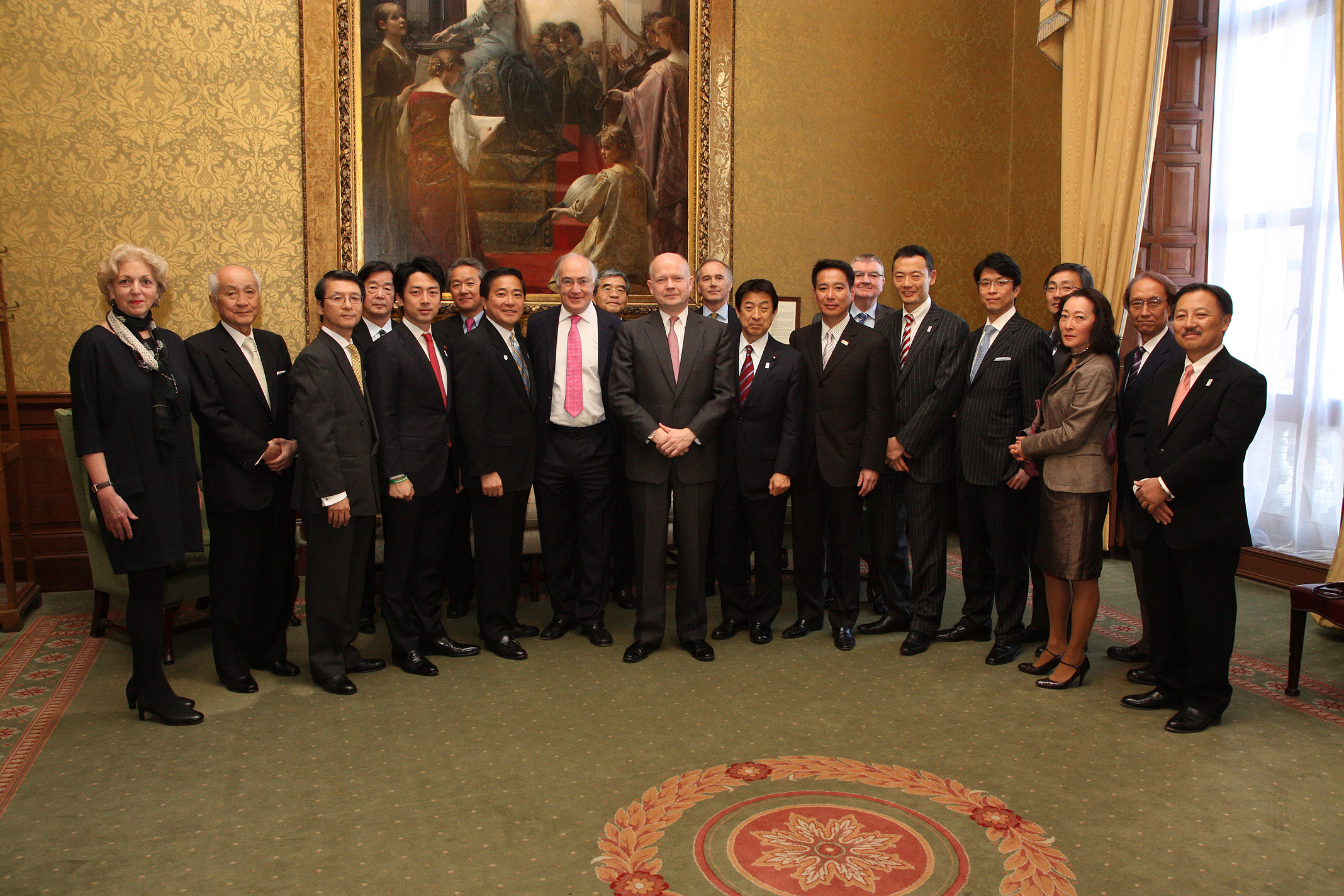
2013年5月2日、日英21世紀委員会第30回合同会議の参加者らと

東京府出身。父の福川篤四郎は鉄道官僚で運輸省鉄道総局総務長官などを務めた。東京都立第八高等学校（現：東京都立小山台高等学校）から慶應義塾大学工学部に進むも転学し、1955年3月に東京大学法学部卒業。
大臣官房企画室長、大平正芳内閣総理大臣秘書官、貿易局長、通産大臣官房長、産業政策局長を経て、1986年6月から1988年6月まで事務次官。中曽根内閣からの要請で、1986年4月に起こったチェルノブイリ原子力発電所事故をきっかけに、省内で台頭してきた原発撤退派を排除する使命を担ったとされる。
退官後は、1990年に神戸製鋼副社長、1994年に副会長に就任するも、同年11月に電通総研社長に移籍。2002年から電通顧問を務めた。非常勤を含む多くの役職を歴任し、ジェットスター・ジャパン株式会社の会長も務めた。2003年3月より学校法人東洋大学理事、2012年12月から学校法人東洋大学理事長に就任。2016年1月に東洋大学に開設したグローバル・イノベーション学研究センター長に、竹中平蔵を東洋大学国際地域学部国際地域学科教授兼務として迎え入れることに尽力した。2018年12月、学校法人東洋大学理事長を退任し、総長に就任。
その他、公益財団法人稲盛財団副理事長、公益財団法人東芝国際交流財団副理事長、一般財団法人NHKインターナショナル評議員などを務める。

## 略歴
- 1955年3月 東京大学法学部第1類（私法コース）卒業[1]。
- 1955年4月 通商産業省入省。
- 1955年7月 鉱山局鉱政課（アラビア石油の設立業務に参画）[5][6]。
- 1957年7月 大臣官房総務課法令審査補佐員[7][8]。
- 1960年3月 重工業局鉄鋼業務課[8]。
- 1962年6月 企業局産業資金課長補佐[9]。
- 1964年12月 日本貿易振興会アムステルダム駐在[10]。
- 1968年7月 大臣官房企画室法令審査委員[11]。
- 1968年11月 大平正芳通商産業大臣秘書官[11]。
- 1970年7月 企業局企業第二課長(産業税制、企業の生産性向上などを所管)[12]。
- 1972年6月 通商局市場第二課長(欧州、中近東、アフリカ所管)[12]。
- 1973年7月 大臣官房企画室長[13]。
- 1975年3月 生活産業局繊維製品課長[5][13]。
- 1977年6月 産業政策局産業資金課長[13]。
- 1978年7月 大臣官房企画室長(再任)[13]。
- 1978年12月 大平正芳内閣総理大臣秘書官[14]。
- 1980年7月 資源エネルギー庁石炭部長[15]。
- 1982年6月 貿易局長[16]。
- 1983年6月 大臣官房長[16]。
- 1984年6月 産業政策局長[17]。
- 1986年6月 通商産業事務次官[18]。
- 1988年6月 退官[19]。

## 通産省同期
- 黒田眞（通産審議官）
- 木下博生（中小企業庁長官、日本防衛装備工業会理事長）
- 愛甲次郎（資源エネルギー庁次長、駐クウェート大使、ソニー上級顧問）
- 石井賢吾（中小企業庁長官）
- 斉藤成雄（経済企画庁物価局長）
- 向坂浩（商工協会参与）
- 佃近雄（ジェトロパリ所長）
- 徳川宗広（国土庁官房審議官、徳川達成三男）
- 河野権一郎（石油資源開発専務）
- 箕輪哲（工業技術院総務部長）
- 富永孝雄（東京通商産業局長、日本自動車工業会副会長・専務理事）

## その他役職
- 公益財団法人東芝国際交流財団副理事長
- 公益社団法人企業メセナ協議会理事
- 日本評価学会理事
- 財団法人2005年日本国際博覧会協会理事
- 一般社団法人日本イベント産業振興協会元会長
- 公益財団法人社会経済生産性本部元理事
- 一般財団法人NHKインターナショナル評議員
- 財団法人機械産業記念事業財団元会長
- 外務省財団法人日蘭学会元理事
- 文部科学省財団法人衛星通信教育振興協会元理事
- 一般財団法人鹿島平和研究所評議員
- NPO法人日中産学官交流機構特別顧問（元理事長）
- 公益財団法人地球環境戦略研究機関元評議員
- 公益財団法人稲盛財団副理事長
- 公益財団法人国際民商事法センター理事
- 公益財団法人水と緑の惑星保全機構理事
- 日蘭協会顧問
- 日本デザイン機構顧問
- 公益財団法人大平正芳記念財団監事
- 公益財団法人野村財団顧問（財団法人東京国際研究クラブ元副理事長、財団法人野村国際文化財団元理事）
- 日本日中関係学会顧問（元会長）
- 一般財団法人森記念財団元評議員
- 株式会社新時代戦略研究所研究参与
- NPO法人沖縄文化民間交流協会評議員
- 学校法人東洋大学 理事（2003年3月～2012年12月）、理事長（2012年12月～2018年12月）を経て総長（2018年12月～）
- 蘭日貿易連盟 日本における顧問理事会副会長
- ジェットスター・ジャパン株式会社名誉会長